# Oméga (diacritique)
Pour les articles homonymes, voir Oméga (homonymie).
Cette page contient des caractères spéciaux ou non latins. S’ils s’affichent mal (▯, ?, etc.), consultez la page d’aide Unicode.
Le diacritique oméga, oméga souscrit ou parfois oméga suscrit est un signe diacritique utilisé jusqu’en 1989 dans l’alphabet phonétique international pour indiquer qu’une consonne est articulée avec les lèvres arrondies.

## Utilisation
Après avoir été recommendé lors de la conférence de Copenhague de 1925, le diacritique oméga est adopté en 1927 comme symbole dans l’alphabet phonétique international pour indiquer la labialisation.   Il peut aussi être suscrit, en particulier avec les lettres descendantes ou a parfois la forme d’un w souscrit ‹ ◌ᪿ › ou w suscrit ‹ ◌ᷱ ›.
Après la convention de Kiel de 1989, ce signe diacritique est remplacé par le w en exposant [◌ʷ] (déjà utilisé auparavant).